# Funisciurus
A Funisciurus az emlősök (Mammalia) osztályának a rágcsálók (Rodentia) rendjébe, ezen belül a mókusfélék (Sciuridae) családjába tartozó nem.

## Rendszerezés
A nembe az alábbi 9 faj tartozik:
- Funisciurus anerythrus Thomas, 1890
- Funisciurus bayonii Bocage, 1890
- Funisciurus carruthersi Thomas, 1906
- Funisciurus congicus Kuhl, 1820
- mkaka (Funisciurus isabella) Gray, 1862 - típusfaj
- dadogó mókus (Funisciurus lemniscatus) Le Conte, 1857
- Funisciurus leucogenys Waterhouse, 1842
- odon (Funisciurus pyrropus) F. Cuvier, 1833
- Funisciurus substriatus De Winton, 1899